# Nocny patrol (album)
Nocny patrol – trzeci album studyjny zespołu Maanam, nagrany w krakowskim studio ZPR latem 1983, po raz pierwszy wydany 19 listopada 1983 na kasecie magnetofonowej przez firmę Jako. Równolegle powstała wersja anglojęzyczna Night Patrol, która została wydana w Niemczech i krajach Beneluxu. Producentem płyt był Brytyjczyk Neil Black. Projekt graficzny okładki kasety był autorstwa Sławomira Kosmynka. Zdjęcie do okładki płyty, zrobił Tadeusz Rolke, w atelier malarskim Edwarda Dwurnika.
Nocny patrol jest uważany za jeden z najważniejszych albumów polskiej muzyki rockowej.
Marek Jackowski o albumie w Tylko Rocku:

„Była to nasza pierwsza produkcja dwujęzyczna. Firma Rogot, z którą mięliśmy umowę, chciała dość szeroko wejść na rynek. Antoni Roszczuk naprawdę miał kontakty na Zachodzie... Produkcja dwujęzyczna, bo nie wolno zapominać o języku polskim, jak zdarza się to wielu naszym zespołom w tej chwili. Trzeba robić dwie wersje utworu. I traktować je równorzędnie... Do tej płyty wszyscy w zespole mieli najbardziej emocjonalny stosunek. Powstawała w okresie największego nagromadzenia przeżyć różnego typu...To był fragment naszego życia. Człowiek tak był nasycony atmosferą tamtych dni, że płyta musiała właśnie taka być. Udało mi się ściągnąć wspaniałych muzyków, którzy pomogli nam zagrać. I wydaje mi się, że z tej płyty byliśmy najbardziej zadowoleni. Neil Black był bardzo pomocny. Potrafił utrzymać taką brytyjską dynamikę, nagrywaliśmy perkusję ze zwykłym pogłosem sali. W piosence Nocny Patrol rozbijałem z nim dziesiątki butelek... Dobrze sobie radził ze studiem, ze sprzętem. Często - jak byliśmy zmęczeni - potrafił wyjść i zagrać na gitarze jakiś „pattern”. Umiał zasugerować linię melodyczną w jednym czy dwóch utworach. Taka jest rola producenta....”

{{Cytat}} Brakujące pola: treść. Przestarzałe pola: 1.
Recenzenci BRUMU tak piszą o tej płycie:

„Płyta absolutna. Jedno z najważniejszych wydarzeń w polskim rocku, i chyba najdoskonalsze dzieło Marka i Kory..”

{{Cytat}} Brakujące pola: treść. Przestarzałe pola: 1.

## Lista utworów
strona 1
1. „Nocny patrol” (muz. M. Jackowski – sł. O. Jackowska) – 4:47
2. „Jestem kobietą” (muz. M. Jackowski – sł. O. Jackowska) – 3:45
3. „To tylko tango” (muz. M. Jackowski, R. Olesiński – sł. O. Jackowska) – 2:25
4. „French is Strange” (muz. M. Jackowski – sł. O. Jackowska) – 3:02
5. „Polskie ulice” (muz. M. Jackowski, R. Olesiński, B. Kowalewski, P. Markowski) – 3:59

strona 2
1. „Eksplozja” (muz. M. Jackowski – sł. O. Jackowska) – 5:06
2. „Zdrada” (muz. M. Jackowski – sł. O. Jackowska) – 3:13
3. „Raz-dwa-raz-dwa” (muz. M. Jackowski – sł. O. Jackowska) – 1:55
4. „Krakowski spleen” (muz. M. Jackowski – sł. O. Jackowska) – 4:30
5. „Miłość jest jak opium” (muz. M. Jackowski, R. Olesiński, B. Kowalewski, P. Markowski – sł. O. Jackowska) – 4:20

## Muzycy
- Olga Jackowska (Kora) – śpiew
- Marek Jackowski – gitara
- Ryszard Olesiński – gitara
- Bogdan Kowalewski – gitara basowa
- Paweł Markowski – perkusja

gościnnie
- Mieczysław Decowski – wibrafon
- Wiesław Dziedziński – akordeon
- Janusz Grzywacz – instrumenty klawiszowe
- Andrzej Olejniczak – saksofon, akordeon
- José Torres – instrumenty perkusyjne

## Wydania
- MC, Jako, Jk-025, 19.11.1983
- LP, Polton, LPP-007, 04.1984
- MC, Starling, SO 77, 1985
- MC, MiL, ML-074, 1990
- CD, Kamiling Co., K-010, 07.1993
- MC, Kamiling Co., MC-014, 07.1993
- CD, Pomaton, POM CD 108, 1995
- MC, Pomaton, POM 209, 1995
- CD, Pomaton EMI, 100491 2, 01.01.1996
- MC, Pomaton EMI, 100491 4, 01.01.1996
- CD, MTJ, MTJCD 10122, 14.08.2000
- MC, MTJ, MTJ00166, 14.08.2000
- CD, Pomaton EMI, 4737942E, 26.06.2004 (jako BOX 2CD wraz z albumem The Singles Collection)
- CD, Pomaton EMI, 3116252, 18.06.2005 (BOX "Simple Story")